# 안파치정

안파치정(일본어: 安八町)은 일본 기후현 남서부, 노비평야 북서부에 있는 안파치군의 정이다.
비옥한 전원 지대로 현내 유수의 곡창지대이며 동시에 몇 개의 대기업 사업소가 있는 공업도시이기도 하다. 기후는 연중 온난하기는 하지만 이부키산의 영향으로 겨울에는 이부키오로시라는 강한 서풍이 분다.

## 지리
노비평야의 북서부에 위치하고 기소 삼강으로 불리는 3개 강 중 이비강, 나가라강에 끼인 세로로 가느다란 마을이다. 토지는 저습지로 예로부터 하천이 그물 모양으로 흐르고 있어 수해가 많았다. 이 때문에 제방으로 취락의 주위를 둘러싸는 윤중이 발달했고 집과 대지를 평지보다 높게 세우는 경우가 많았다. 2006년 3월에 동쪽의 스노마타정이 오가키시에 편입 합병되었기 때문에 오가키시에 동서로 끼이는 형태가 되었다.

## 역사
- 1955년 - 나모리촌, 무스부촌, 마키촌이 합병해 안파치촌이 되었다.
- 1960년 4월 1일 - 정으로 승격해 안파치정이 되었다.

## 교통

### 도로
- 메이신 고속도로
- 국도 21호선